# Відзнака за хоробрість частини
Відзнака за хоробрість частині (США) (англ. Gallant Unit Citation) — військова нагорода для військових формувань у Повітряних силах, яка вручається будь-якому підрозділу цього виду Збройних сил США, який відзначився надзвичайним героїзмом під час бойових дій з військами противника 11 вересня 2001 року або після нього.
Відзнака за хоробрість частині присвоюється військовому формуванню, чий особовий склад продемонстрував у бою хоробрість, витримку та силу духу, і не підпадає під критерії нагородження Президентською відзнакою частині. Підрозділ має проявити себе у складних і небезпечних умовах при виконанні своєї місії, щоб відзначитися на фоні інших підрозділів, які беруть участь у цьому конфлікті. Ступінь прояви колективного героїзму формування має бути такою, як і при нагородженні окремого військовослужбовця Срібною зіркою. Зазвичай цю нагороду отримують невеликі підрозділи, типу відділення, групи, взводу, роти, які брали участь у поодиноких або низці послідовних бойових дій, що охоплюють відносно короткий проміжок часу. Додаткові нагородження відзнакою за хоробрість позначаються кластерами дубового листя.
За станом на 2018 рік серед нагороджених підрозділів — 1-ше та 352-ге крила спеціальних операцій Сил спеціальних операцій Повітряних сил США.